# The Tenderfoot's Money
The Tenderfoot's Money é um filme mudo norte-americano de 1913, do gênero western, dirigido por Anthony O'Sullivan e estrelado por Harry Carey. O filme foi produzido pela Biograph Company.